# وژنکدا
وژنکدا (به انگلیسی: Vazhenkada) یک روستا در هند است که در Malappuram district واقع شده‌است.